# Amberwood Mobile Home Park
Amberwood Mobile Home Park es un área no incorporada ubicada en el condado de Shasta en el estado estadounidense de California.

## Geografía
Amberwood Mobile Home Park se encuentra ubicada en las coordenadas 40°23′54″N 122°15′21″O / 40.39833, -122.25583.